# Arthur 3: Războiul dintre cele două lumi
Arthur 3: Războiul dintre cele două lumi (din franceză Arthur 3 : La Guerre des deux mondes, în engleză Arthur 3: The War of the Two Worlds) este un film francez de limba engleză filmat în Normandia și produs de EuropaCorp, care a avut premiera pe 13 octombrie 2010. Se bazează pe saga Arthur et les Minimoys] de Luc Besson, care a regizat și filmul .